# Friedrich de la Motte Fouqué
Friedrich Heinrich Karl de la Motte Fouqué (Brandeburgo sulla Havel, 12 febbraio 1777 – Berlino, 23 gennaio 1843) è stato uno scrittore tedesco, ascrivibile alla corrente letteraria del Romanticismo.

## Biografia
Suo nonno, Enrico Augusto de la Motte Fouqué (1698 – 1774), era stato uno dei generali di Federico il Grande e suo padre era anch'egli un ufficiale dell'esercito di Prussia: nonostante Friedrich non sia stato avviato immediatamente alla carriera militare, era naturale che questa possibilità fosse tra le più rilevanti per il suo futuro. Trascorse alcuni anni dell'infanzia al castello di Sacrow che apparteneva alla sua famiglia. Nel 1794 abbandonò l'Università di Halle e si unì all'esercito, partecipando alla campagna del Reno. Fu uno dei pochissimi episodi militari in cui fu coinvolto: quasi immediatamente, decise infatti di dedicarsi alla letteratura e venne presentato ad August Wilhelm von Schlegel, che nel 1804 pubblicò il suo primo libro: Dramatische Spiele von Pellegrin. La sua opera successiva, Romanzen vom Tal Ronceval (1805), dimostrava più chiaramente la sua attrazione per il movimento romantico che culminò, nel 1806 con la Historie vom edlen Ritter Galmy, una trasposizione in versi di un poema cavalleresco del XVI secolo. Nel 1808, ebbe occasione di vedere Sigurd der Schlangentöter, ein Heldenspiel, la prima trasposizione teatrale moderna della saga dei Nibelunghi e ne fu profondamente impressionato come anche Friedrich Hebbel e Richard Wagner dopo di lui.
Pieno di entusiasmo per il movimento romantico, lo scrittore continuò a dedicarsi a soggetti mitologici e tratti dai poemi cavallereschi medievali. Nel 1813, l'anno della guerra contro Napoleone, combatté nuovamente con l'esercito prussiano e risentì dell'ondata di patriottismo nazionalista che ne seguì. Tra il 1810 e il 1815 la sua popolarità fu al culmine grazie a numerosi romanzi, opere teatrali e poemi epici di grande successo per il gusto dell'epoca. I primi tra questi lavori sono considerati i migliori: Undine del 1811, ad esempio, è considerata la migliore trasposizione di una fiaba tedesca ed è probabilmente l'opera cui è legato oggi il nome di Fouqué. Altrettanto significativi, benché meno conosciuti, sono i suoi romanzi Der Zauberring (1813) e Die Fahrten Thiodolfs des Isländers (1815).
Dal 1820 in poi, la qualità delle opere di Fouqué andò rapidamente calando, un poco per l'eccessiva rapidità con cui si costringeva a scrivere e un poco per la sua incapacità ad adeguarsi ai mutamenti di gusto dell'epoca. Venne così soprannominato il "Don Chisciotte del romanticismo" e rifiutato dagli intellettuali del cosiddetto post-romanticismo.